# Csitári Kálmán
Csitári Kálmán, Gramanetz (Bozsok, 1842. június 18. – Hévíz, 1881. június 27.) gyógyszerész, újságíró

## Élete
Atyja Gramanetz Gábor ügyvéd és megyei tisztviselő volt. Iskoláit Veszprémben és Székesfehérvárott végezte s hajlama a gyógyszerészethez vonzotta, melyből oklevelet is szerzett. Az 1860-as évek elején Székesfehérvárra ment és az ottani lapok mellett dolgozott. 1866-ban részt vett a Klapka György-féle invázióban; el is fogták, de magasabb közbenjárásra szabadon bocsátották, mire visszavonult Pankotára, ahol folytatta gyógyszerészi pályáját. 1874. július 1. megalapította a Székesfehérvár és Vidéke című. társadalmi, szépirodalmi s közművelődési kétszer hetenként megjelenő lapot.
Már ifjú korában állandó munkatársa volt a Koszorú, Népzászlója, Nefelejts, Gombostű s Magyar Ujság című lapoknak, melyek több cikket és költeményt hoztak tőle; a Gyógyszerészeti lapokba pedig gyógyászati cikkeket irt.
1873. jún. 29-től a Székesfehérvár című lapnak segédszerkesztője volt és 1874-ben szerkesztette a Székesfehérvári Figyelő című helyi lapot, melyet azon év június 27-én megszüntetett.